# سيرجيو بورتو
سيرجيو بورتو (بالبرتغالية: Sérgio Porto‏) هو كاتب وملحن وصحفي برازيلي، ولد في 11 يناير 1923 في ريو دي جانيرو في البرازيل، وتوفي بنفس المكان في 30 سبتمبر 1968.

## وصلات خارجية
- سيرجيو بورتو على موقع IMDb (الإنجليزية)